# Fairchild T-46
El Fairchild T-46 fue un entrenador ligero a reacción estadounidense de los años 80. Fue cancelado en 1988, con solo tres aviones producidos.

## Diseño y desarrollo

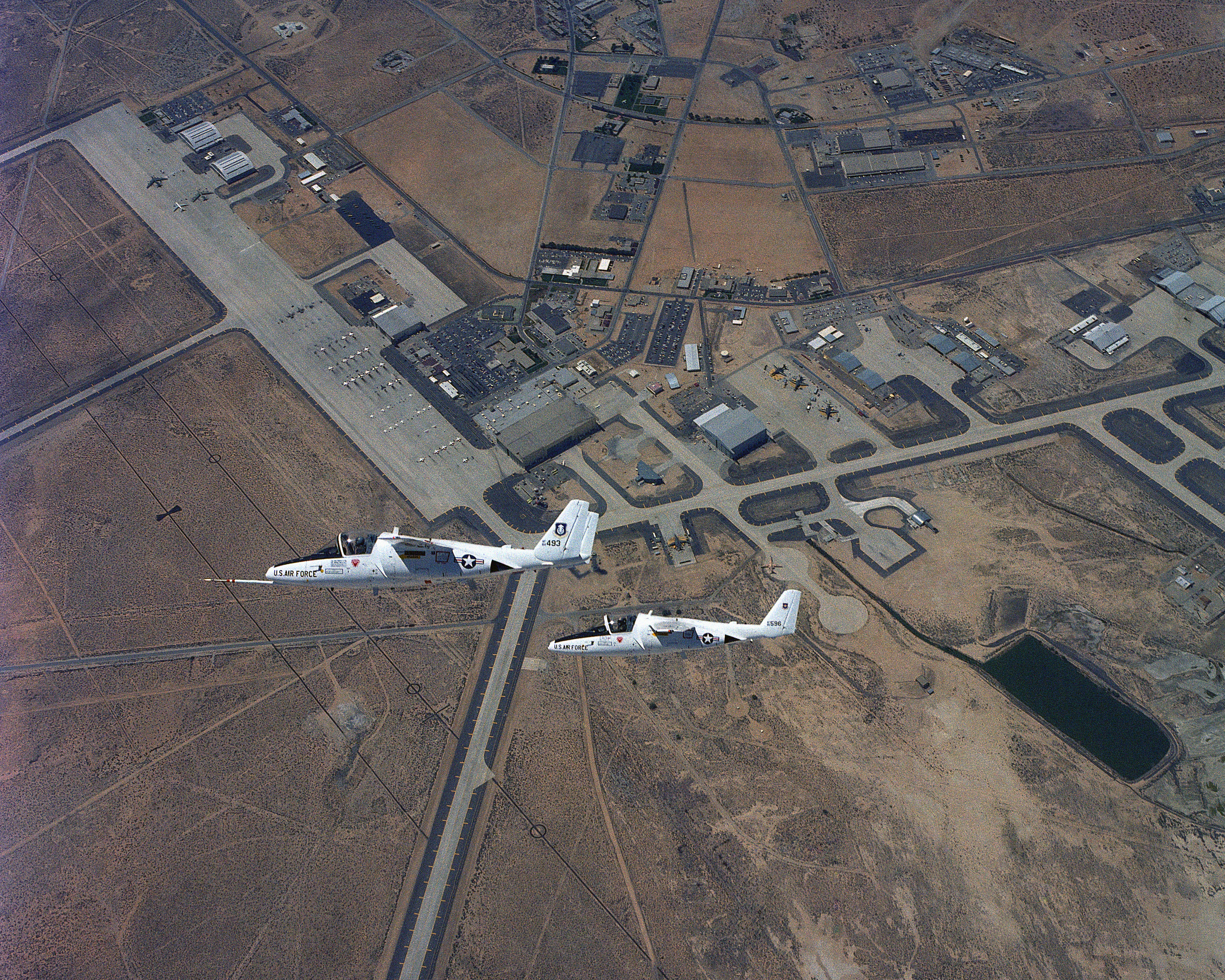
Dos aviones T-46 rodeando la Base de la Fuerza Aérea Edwards.

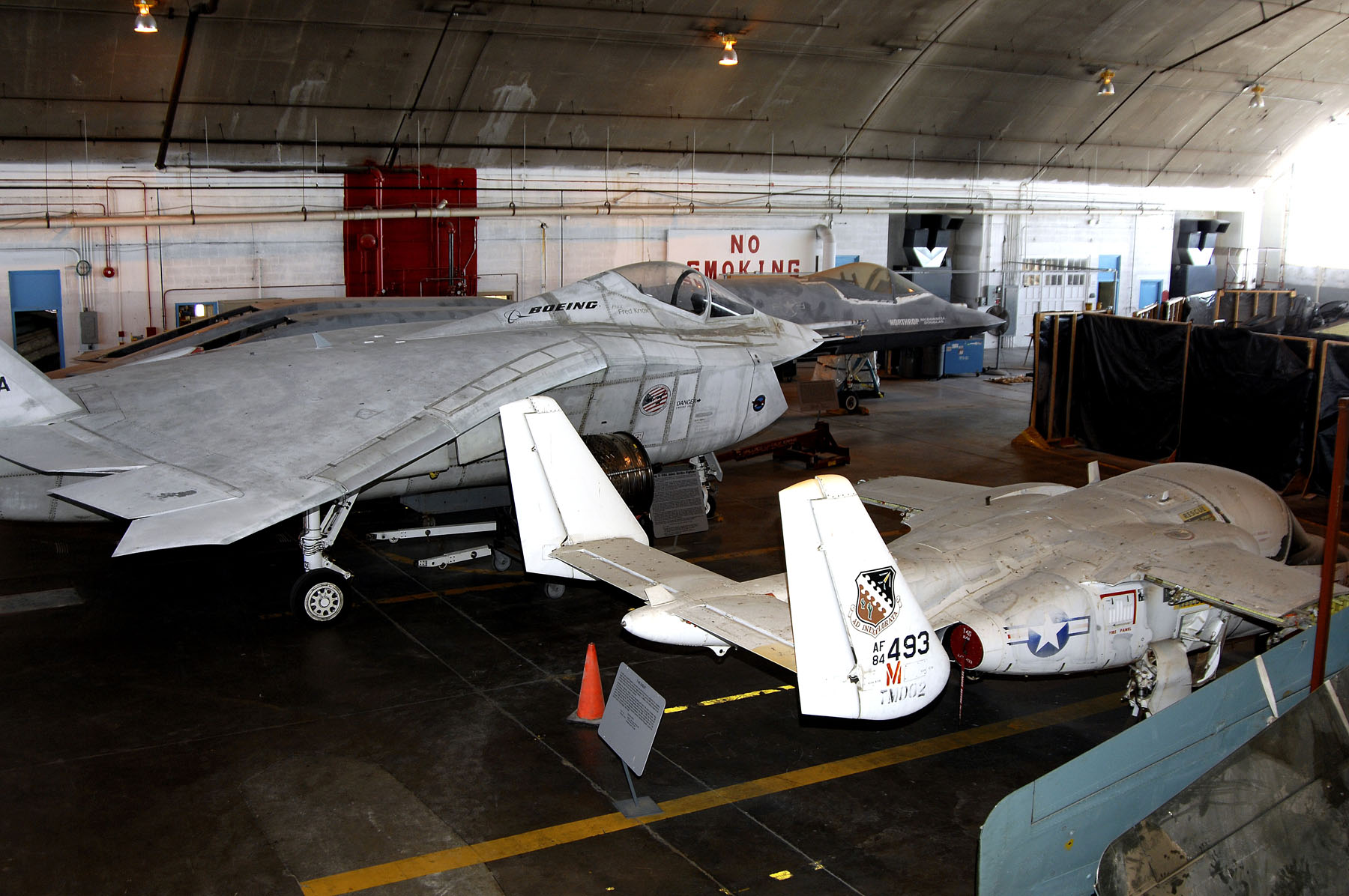
T-46, X-32 e YF-23 en el área de restauración del Museo Nacional de la Fuerza Aérea de Estados Unidos.

La Fuerza Aérea de los Estados Unidos (USAF) lanzó su programa Entrenador de Próxima Generación (NGT) para reemplazar al entrenador primario Cessna T-37 Tweet en 1981. Fairchild-Republic presentó un monoplano de ala semialta con cola doble, propulsado por dos turbofan Garrett F109 y con piloto e instructor sentados lado a lado. Parte de la razón fundamental era un esperado incremento en los niveles de tráfico de aviación general. Un entrenador presurizado permitiría el entrenamiento a mayor altitud, llevando a menos restricciones sobre los nuevos pilotos.
Para validar el diseño propuesto del avión, y para explorar sus características de manejo en vuelo, Fairchild Republic contrató a Ames Industries de Bohemia (Nueva York), para construir una versión volable a una escala del 62%. Rutan Aircraft Factory (RAF) de Burt Rutan en Mojave (California), fue contratada para realizar evaluaciones de las pruebas de vuelo, a realizar por al piloto Dick Rutan. La versión a escala se conocía en RAF como Model 73 NGT, volando por primera vez el 10 de septiembre de 1981. Un requerimiento era que el avión fuera capaz de entrar en barrena, pero que también saliera fácilmente de ella. Esto se probó usando el Model 73 NGT.
El diseño de Fairchild, que sería designado T-46, fue anunciado como ganador de la competición NTG el 2 de julio de 1982, ordenando la USAF dos prototipos y opciones por 54 aviones de producción. Estaba planeado que se construirían 650 T-46 para la USAF hasta 1991.
La aeronave voló por primera vez el 15 de octubre de 1985, seis meses más tarde de la fecha originalmente programada del 15 de abril. Los costes se habían incrementado considerablemente durante el proceso de desarrollo, aumentando del coste unitario previsto de los 1,5 millones en 1982 a los 3 millones en febrero de 1985. La Ley de Presupuesto Equilibrado Gramm-Rudman-Hollings de 1985 ordenó recortes de presupuesto del Gobierno estadounidense en un intento de limitar la deuda nacional, y aunque las pruebas no revelaron ningún gran problema, el Secretario de la Fuerza Aérea Russell A. Rourke canceló la adquisición del T-46, aunque permitió que continuara un desarrollo limitado. Aunque se realizaron intentos en el Congreso para reinstaurar el programa, que provocaron que se retrasara el presupuesto del Año Fiscal 1987, se aprobó una enmienda al Proyecto de Ley de Asignaciones de 1987 para prohibir cualquier gasto en el T-46, hasta que se realizara una evaluación del T-46 contra el T-37 y otros entrenadores.
El proyecto fue cancelado poco después, un año más tarde, por razones que en gran medida siguen siendo controvertidas. El T-46 fue el último proyecto de la Fairchild Republic Corporation, y tras la finalización del programa, Fairchild no obtuvo más ingresos. Sin contratos nuevos y el programa NGT cancelado, la compañía cerró la fábrica de Republic en Farmingdale (Nueva York), ocasionando el fin de 60 años de fabricación de aeronaves Fairchild.
El avión mismo presentaba una configuración lado a lado, una cola gemela (o en H, similar al A-10 de la compañía), asientos eyectables, presurización, y dos motores turbofan. Si hubiera entrado en producción, el programa NGT solicitaba 650 aeronaves a construir hasta 1992. También había potencial para ventas de exportación, realizando tareas de ataque a tierra ligero, además de como entrenador.

## Operadores
Estados Unidos
- Fuerza Aérea de los Estados Unidos

## Aeronaves en exhibición
Los tres prototipos se han preservado:
- 84-0492: puede verse en el Museo del Centro de Prueba en Vuelo de la Fuerza Aérea en la Base de la Fuerza Aérea Edwards, California.
- 84-0493: está en restauración en el Museo Nacional de la Fuerza Aérea de Estados Unidos.[10]
- 85-1596: puede verse en la "Celebrity Row" del AMARG, durante un tour en autobús desde el Pima Air Museum, Arizona.
- El Demostrador de Vuelo Model 73 NGT puede verse en el Cradle of Aviation Museum, Nueva York.

## Especificaciones (prestaciones estimadas)
Referencia datos: Tweety-Bird Replacement

### Características generales
- Tripulación: Dos (alumno e instructor)
- Longitud: 8,99 m
- Envergadura: 11,77 m
- Altura: 3,04 m
- Superficie alar: 14,95 m²
- Peso vacío: 2597 kg
- Peso máximo al despegue: 3158 kg
- Planta motriz: 2× turbofan Garrett F109-GA-100.
  - Empuje normal: 5,9 kN (1330 lbf) de empuje cada uno.
- Alargamiento: 9,28:1
- Capacidad de combustible: 760 l

### Rendimiento
- Velocidad máxima operativa (Vno): 735 km/h a 7600 m (25 000 pies)
- Velocidad crucero (Vc): 617 km/h a 14 000 m (45 000 pies)
- Alcance: 2200 km
- Techo de vuelo: 14 200 m (46 500 pies)
- Distancia de despegue para 15 m (50 pies): 460 m

### Aeronaves similares
- T-37 Tweet
- T-6 Texan II

### Secuencias de designación
- Secuencia T-_ (Entrenadores estadounidenses, 1948-presente): ← T-43 - T-44 - T-45 - T-46 - T-47 - T-48 (I) - T-48 (II) →

### Listas relacionadas
- Anexo:Aeronaves de la Fuerza Aérea de los Estados Unidos (históricas y actuales)